# Gilles Ménage
Gilles Ménage (Angers, 15 de agosto de 1613-París, 23 de julio de 1692) fue un gramático y escritor francés.

## Biografía
Hijo de un abogado de Angers y nieto de Pierre Ayrault, empezó a estudiar derecho para ser también abogado como su padre. Una enfermedad le obligó a abandonar esta  carrera  para ingresar en la carrera eclesiástica. Fue prior comanditario de Montdidier y, más tarde, formó parte de la camarilla del coadjutor de París Jean-François Paul de Gondi, futuro cardenal de Retz.
En 1648 se querelló contra Gondi y se apartó de él enclaustrándose en la Catedral de Notre Dame de París. No obstante abrió un salón literario en compañía de Jean Chapelain y de Paul Pellisson. Las reuniones, a las que Ménage llamaba las Mercuriales, se celebraban los miércoles. Extraordinario gramático, mantuvo fuertes polémicas con Vaugelas, en especial sobre sus Observations sur la langue française (1672).
Fue preceptor de Madame de La Fayette y Madame de Sévigné. Fruto de su amistad con estas y otras mujeres, escribió Historia de las mujeres filósofas, que es su obra más importante.
Su tratado de los Orígenes de la lengua francesa considerado como el primer gran diccionario etimológico francés.
Molière hizo, en su obra Les Femmes Savantes (1672), una caricatura de él, representada por el pedante personaje de Vadius.

## Obras
- Poemata latina, gallica, graeca, et italica (en latín).
- Origini della lingua italiana [Orígenes de la lengua italiana] (en latín).
- Dictionnaire etymologique [Diccionario etimológico] (en latín).
- Observations sur la langue française [Observaciones sobre la lengua francesa] (en latín).
- Histoire de Sablé [Historia de Sablé] (en latín).
- Anti-Bailet (en latín).
- Historia Mulierum Philosopharum (Mercè Otero Vidal, trad.) [Historia de las mujeres filósofas] (en latín). Barcelona: Herder. 2009 [1690]. ISBN 978-84-254-3029-9.